# Teddy Sheringham
Edward Paul "Teddy" Sheringham, né le 2 avril 1966 à Highams Park, est un footballeur international anglais évoluant au poste d'attaquant du début des années 1980 à la fin des années 2000.

## Biographie
International anglais (51 sélections entre 1993 et 2002), il est sélectionné pour l'Euro 1996 ainsi que pour les Coupes du monde 1998 et 2002.
Star de Tottenham au milieu des années 90, il connaît cependant sa plus grande heure de gloire après son transfert à Manchester United (pour plus de 10 millions de Livres) en 1997. Recruté pour remplacer l'icône Éric Cantona, ses débuts sont difficiles, barré par le duo Andy Cole-Dwight Yorke. 
Une nouvelle fois remplaçant lors de la finale de Ligue des Champions en 1999, il rentre en cours de jeu alors que son équipe est menée par le Bayern Munich un but à zéro. Il inscrit le but égalisateur dans les arrêts de jeu et change le cours du match. En effet, quelques secondes plus tard, son coéquipier Ole Gunnar Solskjær marque le but de la victoire mancunienne.
Joueur très connu en Angleterre en raison de son efficacité offensive et de sa longévité sur les pelouses du royaume, il marque son dernier but en Premier League à plus de 40 ans.
Après sa carrière de footballeur, il se reconvertit un temps dans le poker. En septembre 2010, il enregistre son plus gros gain en tournoi en terminant 5e de l'European Poker Tour à Vilamoura et remporte 93 121 €. Son dernier résultat notable en tournoi de poker date de fin 2012.
Le 12 mai 2014, il participe au match organisé par son ancien coéquipier de Tottenham Ledley King. Il participe à la victoire de l'équipe de son ancien coéquipier (composé des amis avec qui King a évolué durant sa carrière, comme Edgar Davids, Paul Robinson ou Scott Parker) sur l'équipe de la saison de Tottenham, une victoire 6-3 où il inscrit un doublé.

## Carrière
Teddy Sheringham a évolué dans les clubs suivants, :
- 1983-1984 (déc.) : Millwall  Angleterre
- 1984 (déc.)-1985 : Aldershot Town  Angleterre
- 1985 : Djurgårdens IF  Suède
- 1985-1991 : Millwall  Angleterre
- 1991-1992 : Nottingham Forest  Angleterre
- 1992-1997 : Tottenham Hotspur  Angleterre
- 1997-2001 : Manchester United  Angleterre
- 2001-2003 : Tottenham Hotspur  Angleterre
- 2003-2004 : Portsmouth  Angleterre
- 2004-2007 : West Ham  Angleterre
- 2007-2008 : Colchester United  Angleterre

## Palmarès

### En club
- Vainqueur de la Coupe Intercontinentale en 1999 avec Manchester United
- Vainqueur de la Ligue des Champions en 1999 avec Manchester United
- Champion d'Angleterre en 1999, en 2000 et en 2001 avec Manchester United
- Vainqueur de la Coupe d'Angleterre en 1999 avec Manchester United
- Vainqueur du Charity Shield en 1997 avec Manchester United
- Champion de Suède de Division 2 Nord en 1985 avec Djurgårdens IF
- Champion de Second Division en 1988 avec Millwall
- Finaliste de la Supercoupe d'Europe en 1999 avec Manchester United
- Finaliste de la Coupe de la Ligue anglaise en 2001 avec Tottenham Hotspurs
- Finaliste de la FA Cup en 2006 avec West Ham

### En équipe d'Angleterre
- 51 sélections et 11 buts entre 1993 et 2002
- Participation au Championnat d'Europe des Nations en 1996 (1/2 finaliste)
- Participation à la Coupe du Monde en 1998 (1/8 de finaliste) et en 2002 (1/4 de finaliste)

### Distinctions individuelles
- Meilleur buteur de Premier League en 1993 (22 buts)
- Meilleur buteur de Second Division en 1991 (38 buts)
- Élu meilleur footballeur de l'année FWA de Premier League en 2001
- Élu meilleur joueur de l'année PFA de Premier League en 2001
- Membre de l'équipe-type de l'année PFA de Premier League en 2001
- Introduit au English Football Hall of Fame en 2009
- Élu meilleur joueur du mois de Premier League en octobre 2000 et en août 2003
- Élu meilleur joueur de la saison de Milwall en 1991
- Élu meilleur joueur de la saison de Tottenham en 1995
- Élu meilleur joueur de la saison de West Ham en 2005